# Die Wahrheit der Fakten, die Wahrheit des Empfindens
Die Wahrheit der Fakten, die Wahrheit des Empfindens (im Original The Truth of Fact, the Truth of Feeling) ist eine Science-Fiction-Novelette des US-amerikanischen Schriftstellers Ted Chiang, zuerst veröffentlicht in Subterranean Press im Jahr 2013. Die Novelette erschien in Originalfassung in der Sammlung Exhalation: Stories im Jahr 2019 sowie als deutsche Übersetzung von Jakob Schmidt in der Sammlung Die große Stille, einer kompletten Übersetzung von Exhalation: Stories, herausgegeben vom Golkonda-Verlag im Jahr 2020. Die Novelette war in der finalen Auswahl für den Hugo Award.

## Handlung
Im 20. Jahrhundert bringt der christliche Missionar Moseby dem afrikanischen Jungen Jijingi aus der rein über Sprache kommunizierenden Ethnie der Tiv die Kunst der Schrift bei. Dabei stellen sich zahlreiche Auswirkungen auf die Wiedergabe von Wahrheit oder die Organisation von Gedanken heraus. Viele Jahre später findet Moseby bei einem gerichtlichen Streit, für welchen Jijingi als Schreiber tätig ist, von den beiden verschiedenen Verständnissen von Wahrheit der Tiv heraus, bei der Lügen für einen guten Zweck gutgehießen werden. Wegen einer von den europäischen Kolonisatoren geforderten Zusammenführung behauptet der Stamm der Shangev daraufhin, mit dem Stamm der Kwande verwandt zu sein. Jijingi findet jedoch dem widersprechende Aufzeichnungen und wird von seinem Stamm dafür gescholten, faktische über moralische Korrektheit gestellt zu haben. Jijingi arbeitet danach weiterhin als Schreiber, verbrennt aus Scham jedoch sein Tagebuch.
In der nahen Zukunft ist durch Remem (kurz für englisch „remember“ für „vergessen“), einer Kombination aus Lifelogging und virtueller Netzhautanzeige die Aufzeichnung und spätere Abspielung sämtlicher Erlebnisse eines Menschen möglich, wodurch effektiv ein eidetisches Gedächtnis erlangt werden kann. In einem Artikel kritisiert ein Journalist den häufig vorbrachten Vorteil der Technologie, dass dadurch Auseinandersetzungen viel besser geklärt werden können, durch den Aspekt, dass diese zu vergessen auch wichtig sei, um diese zu verzeihen. Etwa sind ihm viele Streite mit seiner Tochter Nicole wieder entfallen, wobei eine von ihr ausgesprochene Behauptung über seine Schuld an der Scheidung von ihrer Mutter ihn dazu motivierte, an ihrer Beziehung zu arbeiten. Bei der erstmaligen Verwendung von Remem, bei dem ihm die Aufzeichnungen seiner Tochter zur Verfügung gestellt wurden, stellte sich jedoch heraus, dass die Behauptung in Wahrheit von ihm kam und die Erinnerung daran verdreht war. Daraufhin entschuldigt sich der Journalist bei seiner Tochter und stellt die Aufzeichnungen davon zur Verfügung, sodass sich alle ein eigenes Bild machen können.

## Auszeichnungen
Die Wahrheit der Fakten, die Wahrheit des Empfindens war in der finalen Auswahl für den Hugo Award für beste Novelette im Jahr 2014.

## Kritik
Charlie Jane Anders vergleicht die Novelette mit Black Mirror und Gary K. Wolfe sah darin eine tiefgründige Meditation („deeply thoughtful meditation“). Strange Horizons hielt den Schreibstil für nicht perfekt („imperfect“), da es eine Nachahmung („mimicry“) von Journalismus sei und die Erzählart der nahen Zukunft überreagiere („overreach“) und kein Gleichgewicht finde („fail to find its balance“), wodurch die Geschichte eher unglaubwürdig als schockierend sei. Tor.com hielt die Novelle für unwiderstehlich („compelling“) sowie ein elegantes technisches Werk („an elegant, technical piece“), doch kritisierte dass diese sich nur langsam entwickele („slow moving“).